# Marisa Andino
Marisa Andino (Buenos Aires; 26 de marzo de 1965) es una actriz, periodista, locutora y conductora de televisión argentina.

## Biografía
Marisa es hija del ya fallecido periodista Ramón Andino, y hermana del también conductor y periodista Guillermo Andino.
Comenzó su carrera a los 18 años, como modelo y actriz, para luego dedicarse exclusivamente a la conducción.
Al igual que su hermano, es una declarada y ferviente hincha del Racing Club de Avellaneda. Se recibió de locutora en 1986.

## Cine
Su única actuación en la pantalla grande como actriz, fue en la película de comedia de 1988, El profesor punk, como una de las estudiantes, junto a Jorge Porcel.

## Televisión
En los años ochenta condujo un programa llamado 2002 Neosonido al lado de Tom Lupo. También condujo el ciclo Sábados en familia, junto a Leonardo Simons y Verónica Varano.
En 1989 trabaja en el programa Mirtha para todos, conducido por Mirtha Legrand.
En 1991 hizo Diosas o demonios por Canal 9, con Claribel Medina y Katja Alemann.
En 1994 empezó con Utilísima por Telefé con la conducción de Patricia Miccio realizando varias actividades periodísticas.
Durante 1994 y 1995 condujo por Canal 5 de Rosario Viajando por el mundo.
Desde 1996 hasta el 2000, condujo un noticiero del mediodía y medianoche junto a Juan Carlos Pérez Loizeau, emitiéndose por ATC.
En 1998 condujo un programa homenaje a los artistas reconocidos como Violeta Rivas, entre otros, llamado Toda una vida.
En 1999 volvió a ATC para participar de un especial por las elecciones presidenciales de ese año, junto a Tico Rodríguez Paz y Julio Ricardo.
En 2009 participó en un especial con famosos, en las que debían cantar para ganar premios, en Canta conmigo Argentina, emitida por Canal 13.
Durante varios años condujo el programa de tejido Puntos y puntadas, emitido por Utilísima Satelital. 
En 2011 ganó el premio Martín Fierro a la "mejor conducción femenina".  En octubre del año siguiente obtuvo un Martín Fierro de cable en el rubro "mejor programa femenino". El 24 de octubre de 2011 estuvo como invitada en el programa Pura química. El 31 de marzo de 2014 volvió a Canal 9 para conducir Telenueve, luego pasó al mediodía al frente del noticiero Telenueve Central. En 2018, Canal 9 comunica su desvinculación del noticiero Telenueve Central. En 2020 volvió junto a Esteban Mirol a conducirlo, quedando en 2025 al frente del mismo.

## Premios
En 2011 recibió la estatuilla de los Premios Martín Fierro de cable en el rubro Mejor conducción femenina por su programa Puntos y puntadas.
En 2012 Puntos y puntadas gana el premio Martín Fierro de cable de "mejor programa femenino".
- 2011: Nominada al Martín Fierro de cable como mejor programa de servicios por Puntos y puntadas.
- 2011: Ganadora del Martín Fierro de cable como mejor labor conducción femenina por Puntos y puntadas.
- 2012: Ganadora del Martín Fierro de cable como mejor programa femenino por Puntos y puntadas.
- 2013: Ganadora del Martín Fierro de cable como mejor programa femenino por Puntos y puntadas.

## Vida privada
Está casada hace varios años con Marcelo Velcoff, con el que tienen 3 hijos varones. El mayor, Juan Ignacio Velcoff, trabaja en el canal IP y conduce el programa juvenil Altavoz junto a Catalina D'Elía por la TV Pública, además forma parte del noticiero Telenueve. Tomás, su segundo hijo, es médico como su padre mientras que el hijo menor estudia en la escuela secundaria del Colegio del Salvador.